# La Dynastie des Forsyte (série télévisée)
Pour les articles homonymes, voir La Dynastie des Forsyte.
La Dynastie des Forsyte (The Forsyte Saga) est un feuilleton télévisé britannique en 26 épisodes de 50 minutes en noir et blanc, adapté du roman éponyme de John Galsworthy et diffusé entre le 7 janvier et le 1er juillet 1967 sur le réseau BBC Two.
En France, le feuilleton a été diffusé à partir du 3 octobre 1970 sur la première chaîne de l'ORTF, rediffusé en 1976 sur Antenne 2, puis du 22 février au 16 mai 1988 sur FR3, du 2 juillet au 7 septembre 1990, toujours sur FR3, et du 20 février au 26 mars 1996 sur RTL9. Au Québec, elle a été diffusée à partir du 18 mai 1971 à la Télévision de Radio-Canada.

## Synopsis
Étalant son récit sur trois générations de personnages, la série décrit les relations entre les membres de la famille Forsyte, archétype de la bourgeoisie anglaise particulièrement aisée de l'ère victorienne. Globalement préoccupé par des questions d'argent et de respectabilité, ce microcosme confronte pourtant des points de vue très variés, allant de la rigidité conservatrice de Soames au tempérament plus libéral de Jo, l'artiste déclassé de la famille…

## Distribution
- Eric Porter (VF : Bernard Dhéran) : Soames Forsyte
- Margaret Tyzack (VF : Jeanine Freson) : Winifred Dartie
- Nyree Dawn Porter (VF : Marion Loran) : Irene Forsyte née Heron
- Kenneth More (VF : William Sabatier) : le jeune Jolyon Forsyte
- June Barry (VF : Monique Morisi) : June Forsyte
- Susan Hampshire (VF : Anne Rochant) : Fleur Mont née Forsyte
- Nicholas Pennell (en) (VF : Patrick Dewaere) : Michael Mont
- Maggie Jones : Smither
- John Welsh (VF : Gérard Férat) : James Forsyte
- John Barcroft (VF : Philippe Mareuil) : George Forsyte
- Fanny Rowe (en) (VF : Nicole Vervil) : Emily Forsyte
- Nora Nicholson (en) (VF : Madeleine Barbulée) : la tante Julie (Juley en VO) Forsyte
- Suzanne Neve (VF : Martine Messager) : Holly Dartie née Forsyte
- Lana Morris (VF : Lisette Lemaire) : Helene Hillmer
- Nora Swinburne (VF : Sylvie Deniau) : la 'tante Hester' Forsyte
- Cyril Luckham : Sir Lawrence Mont
- Kynaston Reeves (VF : Teddy Bilis) : Nicholas Forsyte
- Terence Alexander (VF : Jacques Thébault) : Monty Dartie
- Joseph O'Conor (en) (VF : André Valmy) : le vieux Jolyon Forsyte
- Jonathan Burn : Val Dartie
- Martin Jarvis (VF : Yves-Marie Maurin) : Jolyon 'Jon' Forsyte
- Anne De Vigier : Imogen Cardigan née Dartie
- George Woodbridge (VF : Serge Nadaud) : Swithin Forsyte
- Fay Compton (VF : Françoise Fechter) : la 'tante Anne' Forsyte
- A.J. Brown (VF : René Fleur) : Roger Forsyte
- John Bennett (VF : Hubert Noël) : Philip Bosinney
- Karin Fernald (VF : Sylviane Margollé) : Anne Forsyte née Wilmot
- John Baskcomb (VF : Jean-Henri Chambois) : Timothy Forsyte
- Caroline Blakiston : Marjorie Ferrar
- Ursula Howells (en) (VF : Nelly Benedetti) : Frances Forsyte
- Christopher Benjamin : Prosper Profond
- Andrew Armour : Jack Cardigan
- Jenny Laird (VF : Hélène Tossy) : Mme Heron
- Garry Marsh (VF : Jean Berton) : le Dr Dewar
- Campbell Singer (VF : Jacques Marin) : M. Lomax
- Hal Hamilton (VF : Bernard Tiphaine) : Francis Wilmot
- Michael York : Jolyon 'Jolly' Forsyte
- John Phillips (VF : René Arrieu) : Sir Alexander MacGown
- Tenniel Evans (VF : Jean-Claude Balard) : Pevensey Blythe
- George Merritt : Wilfred Bentworth
- Hilda Barry (VF : Marie Francey) : Mme Gadsden, la cuisinière

 Source et légende : version française (VF) sur RS Doublage

## Épisodes
1. Une fête de famille (A Family Festival)
2. Un scandale dans la famille (A Family Scandal)
3. La Poursuite du bonheur (The Pursuit of Happiness)
4. Un dîner de famille (Dinner at Swithin's)
5. Le Propriétaire (A Man of Property)
6. Décisions (Decisions)
7. Dans le malheur (Into the Dark)
8. Un Forsyte retrouve le bonheur (Indian Summer of a Forsyte)
9. Procédure (In Chancery)
10. Le Défi (The Challenge)
11. La Toile d'araignée (In the Web)
12. Naissance d'un Forsyte (Birth of a Forsyte)
13. Rencontre (Encounter)
14. Conflit (Conflict)
15. À louer (To Let)
16. Mariage chez les Forsyte (A Family Wedding)
17. Le Singe blanc (The White Monkey)
18. L'Après-midi d'une dryade (Afternoon of a Dryad)
19. Sans issue (No Retreat)
20. Un amour silencieux (A Silent Wooing)
21. Diffamation (Action for Libel)
22. La Cuillère d'argent (The Silver Spoon)
23. Grève générale (Strike)
24. Un après-midi à Ascot (Afternoon at Ascot)
25. Portrait de Fleur (Portrait of Fleur)
26. Le Chant du cygne (Swan Song)

## Commentaires
Le roman La Dynastie des Forsyte de John Galsworthy fut précédemment adapté pour le grand écran en 1949 sous le titre La Dynastie des Forsyte (That Forsyte Woman).
Ce n'est qu'à partir de sa deuxième diffusion, le dimanche en début de soirée sur BBC1, à partir du 8 septembre 1968, que la série trouva son réel succès, avec pas moins de 18 millions de postes anglais branchés pour voir le tout dernier épisode, retransmis dans le courant de l'année 1969. Dès lors le feuilleton fut vendu à un très grand nombre de pays étrangers, dont l'Union soviétique qui diffusait là sa toute première production télévisée britannique.
Malgré son immense succès populaire, cette série enregistrée en noir et blanc ne fut jamais retransmise sur les ondes anglaises après que la télévision britannique fut passée à la couleur au tournant des années 1960-1970. En 1992, elle fut néanmoins éditée en cassettes dans son pays d'origine, en 8 volumes, puis en DVD zone 2 en 2004.
Un remake sous forme de série comportant treize épisodes est réalisé et diffusée en 2002 sur ITV.

### Parodie
Cette longue saga a inspiré au dessinateur Bill Tidy, la série de bande dessinée The Fosdyke Saga, parue dans The Daily Mirror et en France dans Charlie Mensuel. L’hebdomadaire Pilote en a aussi traité épisodiquement.